# The Boys: The Sherman Brothers’ Story
The Boys: The Sherman Brothers’ Story ist ein US-amerikanischer Dokumentarfilm aus dem Jahr 2009 über die Sherman-Brüder (Richard M. und Robert B. Sherman). Der Film wurde von ihren Söhnen Gregory V. Sherman und Jeff Sherman produziert und von Walt Disney Pictures veröffentlicht.

## Inhalt
Der Film befasst sich mit der beruflichen Entwicklung und der Entfremdung zwischen dem Oscar-prämierten Musikkomponisten-Team, das vor allem für seine fröhliche Disney-Musik bekannt ist, im Laufe der Jahre. Er enthält Interviews mit Familienmitgliedern und verschiedenen Personen aus der Filmindustrie, darunter Schauspieler wie Julie Andrews und Dick Van Dyke (der mit den Gebrüdern Sherman an Mary Poppins gearbeitet hat), Produzenten (Roy E. Disney), andere Filmkomponisten (John Williams und Stephen Schwartz) und Filmkritiker (Leonard Maltin).

## Veröffentlichung
Der Film wurde auf dem San Francisco Film Festival 2009 und dem Newport Beach Film Festival im April 2009 uraufgeführt. Am 22. Mai 2009 wurde er in drei Kinos in begrenztem Umfang gezeigt: im Metreon in San Francisco, im Landmark Sunshine Cinema in New York City und im Landmark Regent Theatre in Los Angeles. Er ist im Streamingangebot von Disney+ verfügbar.

### Rezeption
The Boys: The Sherman Brothers’ Story erhielt durchweg positive Kritiken sowohl von Disneyana-Fans, und in den Mainstream-Medien. Rotten Tomatoes gibt ihm eine Bewertung von 89 %. Die New York Times nannte ihn "ein unwiderstehliches dokumentarisches Porträt der Brüder, das von ihren Söhnen gemacht wurde". Der San Francisco Chronicle nannte den Film "einen ausgezeichneten Film – unterhaltsam und informativ und manchmal verblüffend in seiner Darstellung der persönlichen Dämonen, die diese beiden Genies teilen. "The Boys" ist eine liebevolle Hommage, aber es ist auch so, als würde man die Handlung eines William-Faulkner-Romans mitten in Disneyland spielen sehen.

### Einspielergebnis
An seinem ersten Wochenende (22.–24. Mai 2009) spielte der Film auf fünf Leinwänden 14.682 $ ein, was einem geschätzten Wert von 2.292 $ pro Leinwand entspricht.